# Surinam (Kraljevina Nizozemska)
Surinam je bio ustavna zemlja Kraljevine Nizozemske. Taj je status imao od proglašenja povelje Kraljevine Nizozemske (Statuut voor het Koninkrijk der Nederlanden) 15. prosinca 1954. sve dok se nije osamostalio u Republiku Surinam 25. studenoga 1975. godine. Glavni grad bio je Paramaribo. Jezici u uporabi bili su nizozemski, sranan tongo, surinamski hinduski, javanski, ndyjuka, saramakanski, kwinti, kineski, engleski, portugalski, francuski, španjolski te domorodački akurio, arawak-lokono, karipski, sikiana-kashuyana, tiro-tiriyó, waiwai, warao i wayana. Službena valuta bio je nizozemski gulden do 1962., a poslije surinamski gulden.